# バナッハ環
数学の、特に関数解析学の分野におけるバナッハ環（バナッハかん、英: Banach algebra; バナッハ代数、バナッハ多元環、バナッハ線型環）は、完備ノルム体（ふつうは実数体 R または 複素数体 C）上の結合多元環 A であって、バナッハ空間（ノルムが存在し、ノルムの誘導する位相に関して完備）ともなる。バナッハ代数におけるノルムは乗法に関して
劣乗法性: {\displaystyle \|x\,y\|\ \leq \|x\|\,\|y\|\quad (\forall x,y\in A)}
を満たすことが要求され、それにより乗法の連続性は保証される。名称はステファン・バナッハに由来する。
上述の定義において、バナッハ空間をノルム空間に緩める（つまり完備性を要請しない）場合、同様の構造はノルム環（ノルム線型環）と呼ばれる。
バナッハ環は、ノルムが 1 の乗法単位元を持つとき、単位的（unital）であると言う。また乗法が可換であるとき、可換と言う。単位元を持つ持たないにかかわらず、任意のバナッハ環 A は適当な単位的バナッハ環（つまり A の「単位化」） Ae にこの閉イデアルとなるように等長的に埋め込める。しばしば、扱っている環は単位的であるということがアプリオリに仮定される。すなわち、Ae を考えることで多くの理論を展開でき、その結果を元の環に応用するという方法が取られることがある。しかしこの方法は常に有効という訳ではない。例えば、単位元を持たないバナッハ環においては、すべての三角関数を定義することが出来ない。
実バナッハ環の理論は、複素バナッハ環の理論とは非常に異なるものである。例えば、非自明な複素バナッハ環の元のスペクトルは決して空とはならないが、実バナッハ環においてはいくつかの元のスペクトルは空となり得る。
p-進数体 Qp 上のバナッハ代数（p-進バナッハ代数）は、p-進解析の一部として研究される。

## 例
バナッハ環の原型となる例は、局所コンパクト（ハウスドルフ）空間上の（複素数値）連続関数で、無限大において消失するようなものからなる空間 C0(X) である。C0(X) が単位的であるための必要十分条件は、X がコンパクトであることである。複素共役を対合として、C0(X) は実際にはC*-環である。より一般に、すべての C*-環はバナッハ環である。
- 実または複素数全体の成す体は、絶対値をノルムとしてバナッハ代数 (R, |•|) または (C, |•|) を成す。このとき、ノルムの劣乗法性は「絶対値の乗法性」によって等号を以って成立する。
- すべての実または複素 n × n 正方行列の成す集合 Mat(n; R) または Mat(n; C は、劣乗法的行列ノルムを備えることで、単位的バナッハ環となる。
- 数バナッハ空間 Rn（あるいは Cn）は、（数ベクトル空間の構造と）最大値ノルム ‖ x ‖ ≔ max1≤i≤n |xi| および成分ごとの乗算 (x1, …, xn)⋅(y1, …, yn) = (x1⋅y1, …, xn⋅yn) によって得られる。
- 四元数の全体 H は、その絶対値で与えられるノルムによって、4-次元実バナッハ環を構成する。
- （点ごとの乗算と上限ノルムを備える）集合 X 上で定義されるすべての有界な実または複素数値関数からなる環 B(X; R) または B(X; C は、単位的バナッハ環である。
- （再び、点ごとの乗算と上限ノルムを備える）局所コンパクト空間 X 上で定義されるすべての有界な実または複素数値連続関数からなる環 CB(X; R) または CB(X; C) は、バナッハ環である。
- （関数の合成で乗算を定め、作用素ノルムをノルムとする）バナッハ空間 E 上のすべての連続線型作用素からなる環は、単位的バナッハ環である。E 上のすべてのコンパクト作用素の集合は、この環における閉イデアルである。
- G が局所コンパクト群（すなわち、位相空間として局所コンパクトかつハウスドルフであるような位相群）で、そのハール測度を μ とすれば、G 上のすべての μ-可積分関数からなるバナッハ空間 L1(G) は、その元 x, y に対する畳み込み xy(g) = ∫ x(h) y(h−1g) dμ(h) の下で、バナッハ環となる。（位相群の群環の項も参照）
- 一様環： 連続函数環 C(X) の部分環で上限ノルムを備え、定数を含み、X の点を分離する（X はコンパクトハウスドルフ空間でなければならない）ようなバナッハ環。
- 自然バナッハ関数環：すべての指標（character）が X の点での評価（evaluation）であるような一様環。
- C*-環：ヒルベルト空間上の有界作用素環の閉 ∗-部分環。
- 測度環（英語版）：局所コンパクト群上のラドン測度全体の成すバナッハ環で、二つの測度の積は測度の畳み込みで与えられる。

## 性質
冪級数を介して定義されるいくつかの初等関数は、任意の単位的バナッハ環において定義されうる。そのような例として、指数関数や三角関数、さらに一般的な任意の整関数が挙げられる（特に、指数写像は抽象指数群を定義するために用いられる）。幾何級数の公式は、一般の単位的バナッハ環においても依然として有効である。二項定理もまた、バナッハ環の二つの可換な元に対して成立する。
任意の単位的バナッハ環 A において可逆元全体の成す集合 A× は開集合であり、その集合上で反転 x ↦ x−1 は連続（したがって位相同型）ゆえ、A× は乗法に関して位相群を成す。（位相線型環#性質も参照）
バナッハ環が単位元 1 を持つなら、1 は交換子にはなり得ない。すなわち、任意の x, y ∈ A に対して {\displaystyle xy-yx\neq \mathbf {1} } となる。
上述の例に現れる様々な関数環は、実数環のような標準的な例とは大きく異なる性質を持つ。それは例えば、以下のようなものである：
- 可除多元環であるようなすべての実バナッハ環は、実数環、複素数環あるいは四元数環と同型である。したがって、可除多元環であるような複素バナッハ環は、複素数環のみである（この事実はゲルファント＝マズールの定理として知られる）。
- 零因子を持たず、すべての主イデアルが閉であるような単位的実バナッハ環は、実数環、複素数環あるいは四元数環と同型である。
- 零因子を持たない可換な実単位的ネーターバナッハ環は、実数環あるいは複素数環と同型である。
- （零因子を持つ持たないにかかわらず）可換な実単位的ネーターバナッハ環は、有限次元である。
- バナッハ環の恒特異元（permanently singular elements）の概念は位相的零因子（英語版）の概念に一致する。すなわち、バナッハ環 A に対してその拡大バナッハ環 B を考えるとき、A における特異元のうちには適当な拡大バナッハ環 B 内にその乗法的逆元を持つものが存在するが、A の位相的零因子は A の任意のバナッハ拡大 B において恒に特異である。

## スペクトル論
複素数体上の単位的バナッハ環は、スペクトル論を構成するための一般的な舞台となる。各元 x ∈ A のスペクトル（spectrum）σ(x) は、x − λ⋅1 が A において可逆とならないようなすべての複素スカラー λ の集合である。任意の元 x のスペクトルは、C 内の 0 を中心とする半径 ‖ x ‖ の閉円板に含まれる閉部分集合であり、したがってコンパクトである。さらに、各元 x のスペクトル σ(x) は空ではなく、スペクトル半径公式
{\displaystyle \sup\{|\lambda |:\lambda \in \sigma (x)\}=\lim _{n\to \infty }\|x^{n}\|^{1/n}}
を満たす。
x ∈ A が与えられたとき、正則汎関数計算によって、σ(x) の近傍で正則な任意の関数 ƒ に対し、ƒ(x) ∈ A を定義することが出来る。さらに、スペクトル写像定理:
{\displaystyle \sigma (f(x))=f(\sigma (x))}
が成り立つ。
バナッハ環 A が、複素バナッハ空間 X の有界線型作用素環 L(X)（例えば、正方行列環）ならば、A におけるスペクトルの概念は、作用素論における通常の概念と一致する。コンパクトハウスドルフ空間 X 上で定義された ƒ ∈ C(X) に対して
{\displaystyle \sigma (f)=\{f(t):t\in X\}}
が確かめられる。
C*-環の正規元 x のノルムは、そのスペクトル半径と一致する。これは正規作用素に対する同様の事実の一般化である。
A を複素単位的バナッハ環で、すべての非ゼロ元 x は可逆であるとする（すなわち、可除多元環）。どの a ∈ A に対しても、a − λ⋅1 が可逆でないような λ ∈ C が存在する（これは a のスペクトルが空ではないことによる）から、a = λ⋅1 となり、この環 A は C に自然同型である。これはゲルファント＝マズールの定理の複素数の場合である。

## イデアルと指標
A を C 上の単位的「可換」バナッハ環とする。A は単位元を持つ可換環であるため、A の各非可逆元は A の適当な極大イデアルに属す。A 内の極大イデアル {\displaystyle {\mathfrak {m}}} は閉であるため、{\displaystyle A/{\mathfrak {m}}} は体であるようなバナッハ環であり、ゲルファント＝マズールの定理から、A のすべての極大イデアルの集合と A から C へのすべての非ゼロな準同型の集合 Δ(A) の間には全単射が存在することが分かる。集合 Δ(A) は A の構造空間あるいは指標空間（character space）と呼ばれ、その元は指標（character）と呼ばれる。
指標 χ は A 上の線型汎関数で、乗法的 χ(ab) = χ(a)⋅χ(b) かつ χ(1) = 1 を満たす。指標の核は閉であるような極大イデアルであるため、すべての指標は自動的に A から C への連続写像となる。さらに、指標のノルム（すなわち作用素ノルム）は 1 である。A 上の各点収束の位相（すなわち、A* の弱-∗ 位相より導かれる位相）が備えられることで、指標空間 Δ(A) はコンパクトなハウスドルフ空間となる。
任意の x ∈ A に対し
{\displaystyle \sigma (x)=\sigma ({\hat {x}})}
が成立する。ここで  は x のゲルファント表現、すなわち (χ) = χ(x) で与えられる Δ(A) から C への連続関数である。上述の式において、 のスペクトルは、コンパクト空間 Δ(A) 上の複素連続関数の環 C(Δ(A)) の元としてのスペクトルである。明らかに
{\displaystyle \sigma ({\hat {x}})=\{\chi (x):\chi \in \Delta (A)\}}
が成立する。環として、単位的可換バナッハ環が半単純（すなわち、ジャコブソン根基がゼロ）であるための必要十分条件は、そのゲルファント表現が自明な核を持つことである。そのような環の重要な一例は、可換な C*-環である。実際、A が可換な単位的 C*-環であるなら、ゲルファント表現 A と C(Δ(A)) の間の等長 ∗-同型となる。